# Rio Ave FC
A Rio Ave Futebol Clube (rövidebben Rio Ave) egy 1939-ben alapított portugál labdarúgócsapat, melynek székhelye Vila do Conde-ben található. A klub színei: zöld és fehér. Hazai pályájuk az Estádio do Rio Ave, melynek befogadóképessége 12 815 fő.

## Sikerlista
- Portugál kupa
  - Ezüstérmes (2): 1983–84, 2013–14

- Portugál ligakupa
  - Ezüstérmes (1): 2013–14

- Portugál másodosztály
  - Aranyérmes (3): 1985–86, 1995–96, 2002–03

## Játékosoket
2024. augusztus 23 frissit
| #  |     | Poszt | Név                                                 |
| -- | --- | ----- | --------------------------------------------------- |
| 1  | POL | K     | Cezary Miszta                                       |
| 2  | ENG | V     | Jonathan Panzo (kölcsönben a Nottingham Forest-től) |
| 4  | BRA | V     | Patrick William                                     |
| 5  | CYP | V     | Jórjose Ókkasz                                      |
| 6  | POR | KP    | João Novais                                         |
| 8  | POR | KP    | Vítor Gomes (csapatkápitany)                        |
| 9  | BRA | CS    | Clayton (kölcsönben a Vasco da Gamatól)             |
| 10 | MAR | KP    | Amín Udríri                                         |
| 11 | POR | CS    | Tiago Morais (kölcsönben a Lille-tól)               |
| 14 | ISR | CS    | Karem Zoabi                                         |
| 15 | NGA | CS    | Goodluck Igbokwe                                    |
| 16 | CRC | KP    | Brandon Aguilera                                    |
| 17 | GRE | CS    | Máriosz Vrúszai                                     |
| 18 | BRA | K     | Jhonatan                                            |
| 19 | POR | CS    | Kiko Bondoso (kölcsönben a Maccabi Tel Aviv-tól)    |

| #  |     | Poszt | Név                                                |
| -- | --- | ----- | -------------------------------------------------- |
| 20 | POR | V     | João Tomé                                          |
| 21 | POR | KP    | João Graça                                         |
| 22 | EGY | CS    | Ahmed Hassan                                       |
| 23 | ARG | V     | Francisco Petrasso                                 |
| 27 | ARG | KP    | Tobias Medina                                      |
| 33 | BRA | V     | Aderllan Santos                                    |
| 34 | TUR | KP    | Ege Tıknaz (kölcsönben a Beşiktaştól)              |
| 42 | CRO | V     | Renato Pantalon                                    |
| 43 | POR | V     | João Muniz (kölcsönben a Sporting B-tól)           |
| 76 | POR | KP    | Martim Neto (kölcsönben aBenficatól)               |
| 77 | POR | CS    | Fábio Ronaldo                                      |
| 80 | GER | KP    | Ole Pohlmann                                       |
| 98 | ENG | V     | Omar Richards (kölcsönben a Nottingham Forest-től) |
| 99 | ALB | K     | Antzelo Sina (kölcsönben a Olympiacos-tól)         |

### Kölcsönbe
| # |     | Poszt | Név                          |
| - | --- | ----- | ---------------------------- |
| – | BRA | V     | Sávio (kölcsönben a Remohoz) |

## Korábbi híres játékosok
| - Alfredo Castro - Bébé - Bino - Bruno China - Bruno Gama - Cao - Fábio Coentrão - Fábio Faria - Fábio Felício - João Tomás - Gaspar Azevedo - Mário Felgueiras - Miguel Lopes | - Nélson Oliveira - Paulinho Santos - Quim - Ricardo Chaves - Rui Jorge - Tulipa - Vítor Gomes - Yazalde Pinto - Zé Gomes - Franco Parodi - Baltemar Brito - Evandro - Jorginho | - Kelvin - Niquinha - Paulo César - Christian Atsu - Antonio Filevski - Armando Sá - Junas Naciri - Eufemio Cabral - Faustino Alonso - Ladji Keita - Jan Oblak - Miguel Mora - Clint Marcelle |

## Fordítás
Ez a szócikk részben vagy egészben  a   Rio Ave F.C. című angol Wikipédia-szócikk fordításán alapul.  Az eredeti cikk szerkesztőit annak laptörténete sorolja fel. Ez a jelzés csupán a megfogalmazás eredetét és a szerzői jogokat jelzi, nem szolgál a cikkben szereplő információk forrásmegjelöléseként.